# Battelle-Institut
Das Battelle-Institut, genauer das Battelle Memorial Institute oder umgangssprachlich „Battelle“, ist eine große, gemeinnützige amerikanische Organisation, die sich auf die Verwaltung von nationalen Forschungslaboratorien und dem Management ähnlicher Einrichtungen konzentriert.
Es gilt als ein globales Wissenschafts- und Technologieunternehmen.

## Geschichte
Die Organisation wurde 1929 aus einer Stiftung des Industriellen Gordon Battelle in Columbus (Ohio) gegründet.

## Auftrag
Die Aktivitäten von Battelle sind primär der Verwaltung und Beauftragung der Forschung und Entwicklung gewidmet. Dabei liegt der Fokus auf den klassischen Disziplinen der Naturwissenschaften, d. h. Physik, Chemie, Biologie und Materialwissenschaften, sowie modernen Fächern wie Data Science.
Genauer gesagt ist das Battelle-Institut Mitbetreiber (in Form von Konsortien, LLC) verschiedener US-Labors die den Status eines Nationallabors erhalten haben und tragen. Battelle betreibt diese Einrichtungen für das amerikanische Energieministerium, teilweise für die DOE National Nuclear Security Administration (NNSA) oder für das DOE Office of Science.
Indirekt verwaltet Battelle daher insgesamt ca. 40,000 Mitarbeiter.

Es gibt auch einen Buchverlag mit dem Namen Battelle Press.

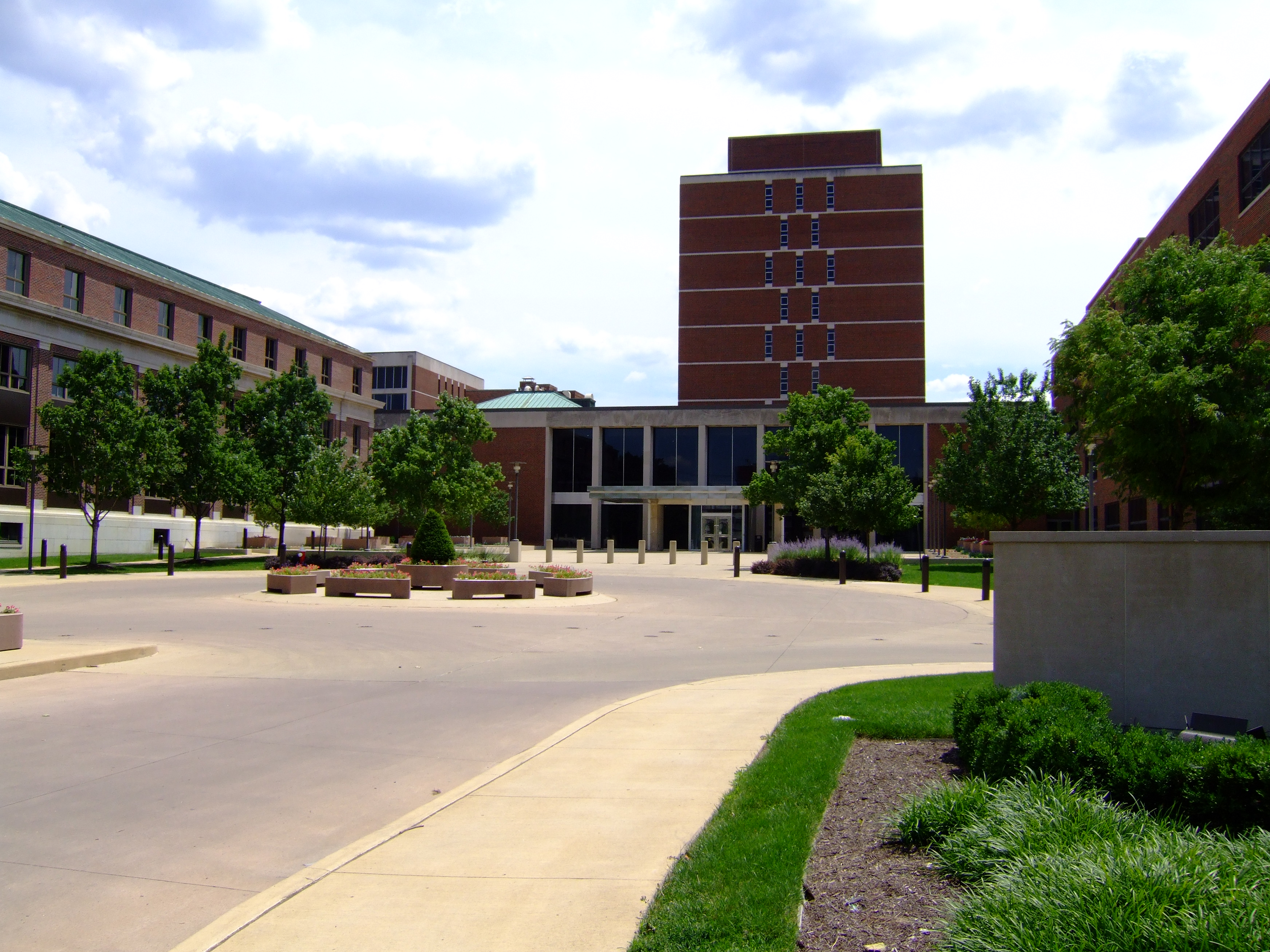
Hauptsitz des Battelle Memorial Institute in Columbus, Ohio. Aufnahme von ca. 2007

## Standorte
Hauptsitz ist Columbus, Ohio. Battelle unterhält außerdem Forschungsstätten in Aberdeen (Maryland), Richland (Washington) und Genf.

### Ableger in Deutschland
Ein Ableger wurde in Frankfurt am Main 1952 gegründet. Am 19. Oktober 1956 wurde bspw. ein UNIVAC I Großrechner, der erste in den USA hergestellte kommerzielle Computer, erstmals in Deutschland von Carl Hammer, offiziell in Betrieb genommen. Hammer war ehem. Direktor des Frankfurter Battelle-Instituts (genauer Battelle-Institut e. V.). In den 1970er und 1980er Jahren gehörte das Institut mit ca. 850 Mitarbeitern zu den Spitzenadressen der Industriellen Auftragsforschung in Deutschland. Der Philosophie des Gründers Gordon Battelle verpflichtet, Forschung zum Gemeinwohl zu betreiben, entstand innerhalb von 25 Jahren eine agile Auftragsforschungsinstitution, ohne enge disziplinäre Grenzen. Zukunftsthemen wie Bau, Bankwesen, Verkehr, Biologie, Chemie, Medizin, Energie, Informationstechnologie, einer produktiven Arbeitswirtschaft und wettbewerbsorientierter Technologieentwicklung standen im Mittelpunkt der Forschungsarbeiten. Mit diesen Eigenschaften wurde das Institut zu einem wichtigen Auftragnehmer des Bundesministeriums für Forschung und Technologie (BMFT) und der mittelständischen Industrie, die sich derartige Forschungslaboratorien noch nicht leisten konnte oder wollte. Viele agile Herangehensweisen in kundenorientierter Problemerfassung, kreativer Ideenfindung, Feasibility Bewertung, Moderation, Technologische Vorausschau, Folgenabschätzung, Szenariotechnik und Projektmanagement nahmen hier ihren erfolgreichen Anfang und legten Grundsteine für ein erfolgreiches strategisches Technologiemanagement. Veränderungen im politischen Auftraggeberumfeld und in der inneren Organisation des Instituts führten 1993 zur Aufgabe der inhaltlich sehr erfolgreichen Geschäftstätigkeit des Instituts, dessen Funktion der Industriellen Auftragsforschung der Hauptkonkurrent in Deutschland, die Fraunhofer-Gesellschaft, ebenso erfolgreich übernahm. Eine letzte Ausgründung, die Battelle Ingenieurtechnik GmbH, wurde ca. 2010 aufgelöst.

## Liste von US-Nationallabors unter Beteiligung von Battelle
- Brookhaven National Laboratory (BNL) – Konsortium: Brookhaven Science Associates, LLC mit der Stony Brook University
- Idaho National Laboratory (INL) – Konsortium: Battelle Energy Alliance, LLC: Battelle, BWX Technologies, Washington Group International, Electric Power Research Institute und mehrere Universitäten
- Los Alamos National Laboratory (LANL) – Konsortium: Triad National Security, LLC
- Lawrence Livermore National Laboratory (LLNL) – Konsortium: Battelle, BWX Technologies, Washington Group International, University of California (UC), Bechtel National und der Texas A&M University
- National Biodefense Analysis & Countermeasures Center (NBACC) – Konsortium: Battelle National Biodefense Institute, LLC
- National Renewable Energy Laboratory – Konsortium: Alliance for Sustainable Energy, LLC
- Oak Ridge National Laboratory – Konsortium: UT-Battelle, LLC mit der University of Tennessee
- Pacific Northwest National Laboratory (PNNL) – direkt von Battelle betrieben
- Savannah River National Laboratory (SRNL) – Konsortium: Battelle Savannah River Alliance, LLC

(Stand 2025)

### Förderung in den Anfangsjahren ab 1938
(Die Liste enthält Beispiele, ist aber sicher nicht vollständig.)
- die Entwicklung antimagnetischer und rostfreier Edelstahllegierungen
- die Auftragsforschung
- das Manhattan-Projekt (genauer den Manhattan Engineer District; aus Project Y wurde später das Los Alamos Scientific Laboratory, viz. das Los Alamos National Laboratory (LANL).)
- die Entwicklung von Herbiziden auf Kupferbasis
- die Entwicklung der Xerografie (1944)
- die Entwicklung des Nickel-Metallhydrid-Akkumulators